# باریما-واینی
باریما-واینی (به لاتین: Barima-Waini) یک منطقه در گویان است که در شمال این کشور واقع شده‌است، مرکز این منطقه شهر ماباروما است.

## خصوصیات
باریما-واینی ۲۰٬۳۹۹ کیلومترمربع مساحت و ۲۶٬۹۴۱ نفر جمعیت دارد.